# سرخس دو شاخه
سرخس دو شاخه (به یونانی: Schizaea bifida) نام یک گونه از سرده سرخس‌های شانه‌ای است که در شرق و جنوب استرالیا یافت می‌شود. همچنین در نیوزیلند و کالدونیای جدید نیز دیده شده. ارتفاع این گیاه حدود ۱۰–۳۵ سانتیمتر است.